# Хенли-он-Темс
Хенли-он-Темс (англ. Henley-on-Thames) — город в графстве Оксфордшир Юго-Восточной Англии (Великобритания), входит в состав района Саут-Оксфордшир.

## История
Первое упоминание о поселении под именем Хенли-он-Темс на этом месте датируется 1179 годом в хрониках короля Генриха II Плантагенета. В 1204 году впервые упоминается существование церкви в Хенли, в 1234 году — первого моста. Во время эпидемии Чёрной смерти город лишился около 60 % жителей. В 1568 году поселение получило статус города. В XVII—XVIII веках город испытывал период расцвета, когда в нём работали многочисленные производства стекла, солода, кукурузы и шерсти. В 1790 году в Хенли была построена тюрьма на 150 человек, которая позднее была расширена до 250 мест. В 1990 году в городе снимали заключительные сцены фильма «Закрой мои глаза», а в 2009 — некоторые сцены ленты «Социальная сеть». 10 июля 2012 года в городе был задержан обнажённый мужчина (streaker) с надписью на спине «Свободный Тибет», который выбежал перед колонной, несущей Олимпийский огонь.
У города есть следующие побратимы:
- Франция — Фалез
- Германия — Лайхлинген
- Сомали — Борама[4]

## Достопримечательности
- Мост Хенли[англ.] (англ. Henley Bridge) — самый старый сохранившийся мост в городе, построен в 1786 году. Скульптурные изображения Исиды и Темзы с обеих сторон моста были созданы английским скульптором Энн Сеймур Деймер[5]. В 2010 году мост был сильно повреждён проходящим судном, на его восстановление было выделено 200 тысяч фунтов стерлингов[6].
- Паб «Старый колокол» — самое старое здание города, построенное в 1325 году[7].
- Музей реки и гребли (англ. River and Rowing Museum) (открыт в 1998 году)[8].

## Спорт
- Город является центром Королевской регаты Хенли — состязанием парусных судов, с 1839 года[9]. Также в городе проводятся состязания англ. Leander Club — одного из старейших гребных клубов в мире (основан в 1818 году)[10].
- Город является родиной футбольного клуба англ. Henley Town F.C., играющего с 1871 года[11].

## Известные горожане
- Тим Бёртон (род. 1958) — режиссёр, мультипликатор и писатель. Один из его домов находится в Хенли-он-Темс[12].
- Беатрис Лилли (1894—1989) — киноактриса. Умерла в городе.
- Уильям Гамильтон (1730—1803) — дипломат. Родился в городе.
- Дхани Харрисон (род. 1978) — музыкант. Окончил в городе начальную школу. Его мать вышла замуж за Джорджа Харрисона в городе в 1978 году.
- Дэвид Томлинсон (1917—2000) — киноактёр. Родился в городе и жил в нём первые несколько лет до поступления в школу.
- Джеймс Блиш (1921—1975) — писатель. Умер в городе.
- Дасти Спрингфилд (1939—1999) — британская певица. Умерла в городе.